# Georges Fonsny
George Fonsny, né à Dison, en province de Liège, le 22 juillet 1898 et mort le 5 juillet 1989, est un médecin belge qui fut résistant durant la Seconde Guerre mondiale. Il reprit la tête du réseau  liégeois à la suite de l'arrestation d'Albert Van den Berg.

## Biographie
Georges Fonsny a épousé la sœur de l'avocat liégeois, Albert Van den Berg. Le 30 avril 1943, lorsque son beau frère et son secrétaire, Pierre Coune sont arrêtés par la Gestapo, il reprendra la tête du réseau qu'il est désormais convenu d'appeler « Van den Berg-Fonsny ». Ce réseau catholique couvrait toute la province de Liège et comportait des ramifications dans le Hainaut et en Flandres. Il bénéficiait de l'appui de l'évêque de Liège, Louis-Joseph Kerkhofs qui n'hésita pas à héberger personnellement le grand rabbin de Liège Joseph Lepkifker et plaça sa famille, en sûreté, dans un couvent.
Le principal objectif du réseau était de soustraire un maximum d'enfants juifs et d'adultes à la tyrannie allemande. Trois cents enfants furent ainsi placés à Banneux. Georges Fonsny n'hésitait pas à fournir de faux papiers et à réaliser de faux sauf-conduits allemands.
Après la guerre, il fut président de la « Fédération des institutions et services spécialisés d'aide aux adultes et aux jeunes » (FISSAJ)

## Reconnaissances
- En 1996, Georges Fonsny et son épouse, Germaine Fonsny-Van den Berg, la sœur d'Albert Van den Berg, ont été déclarés Justes parmi les nations par l'Institut Yad Vashem[6].